# Ronchi dei Legionari
Ronchi dei Legionari – miejscowość i gmina we Włoszech, w regionie Friuli-Wenecja Julijska, w prowincji Gorycja.
Według danych na rok 2004 gminę zamieszkiwało 11 121 osób, 695,1 os./km².